# Калај
Калај или коситар (Sn, лат. stannum) метал је IVA групе са атомским бројем 50. У природи се јавља у облику једињења. Калај је хемијски сличан са суседним елементима 14. групе, германијумом и оловом, и има два могућа оксидативна стања, +2 и нешто мало стабилније +4. Калај је 49. елемент по заступљености и има више од 10 стабилних изотопа, што је већи број стабилних изотопа од било којег другог елемента. Он је сребрнаст, савитљив метал, који не подлеже лако оксидацији на ваздуху. Он се углавном добија из минерала каситерита, у коме се јавља као калај диоксид, .
Његова прва легура, која је коришћена у великим размерама још од 3000. п. н. е., је бронза. Она је легура калаја и бакра. Након 600. п. н. е. је произвођен чист калај. Легура са 85–90% калаја и примесама бакра, антимона и олова је коришћена за прављење стоног посуђа од бронзаног доба до 20. века. У данашње време калај се користи у облику многобројних легура, најпознатија од којих је мекана легура калаја/олова за лемљење, која типично садржи више од 60% калаја. Још једна значајна примена калаја је у противкорозивном облагању челика калајем. Услед његове ниске токсичности, калајисани метал се често користи за паковање хране у конзервама, које су углавном направљене од челика.

## Етимологија
Реч калај је у словенске језике, дошла преко турског kalay, док се у балтичким језицима користи назив alavas, у руском Олово (олово), док је његов назив у романским језицима углавном изведен из латинског stannum односно stagnum. У грчком језику назива се Κασσιτερος (Kassiteros), назив који се користи још од Хомеровог доба, у значењу metal из земље Каси (или Kasseterides). Из овог назива изведено је и име коситар, како се и данас назива у хрватском језику. Арапски назив قصدير (касдир) је заправо позајмица из грчког назива.

## Историја
Метал калај је познат најраније из периода 3500. п. н. е. на шта указују предмети од бронзе нађени у јужном Кавказу, а потичу из Куро-аракске културе. У планинском масиву Таурус у данашњој јужној Турској постоје докази да се тамо копала руда калаја, а откривени су и антички рудник Кестел и место Кестел где се руда прерађивала, оба датирана око 3000. п. н. е. Међутим, остаје неистражено да ли се ради о највећем извору трговине и потрошње калаја у античком добу.
Проналаском начина израде легуре бронзе, чији су састојци калај и бакар, значај калаја је изузетно порастао (бронзано доба). Од 2. миленијума п. н. е. калај се копао у рудницима у великим количинама широм Мале Азије, а највише дуж пута који је касније постао познат као Пут свиле. Од око 1800. п. н. е. (династија Шанг) калај је познат и у древној Кини. Међутим, калај је вероватно био познат и раније, а докази о његовом кориштењу су пронађени у многим налазиштима у Азији, у Јунану и на Малајском полуострву. И у једној египатској гробници из 18. династије (око 1500. п. н. е.) пронађени су предмети од калаја.
Римски писац Плиније Старији дао је калају назив plumbum album (бело олово); док је метал олово био plumbum nigrum (црно олово). Велика потражња за калајем, који је у алхемији био повезан за Јупитером, била је један од узрока римске окупације Британије. У југозападном подручју Корнвола пронађене су, за то време, велика налазишта руде калаја. У латинском језику, калај се звао stannum, те се из њега данас изводи његов хемијски симбол Sn.
Након дугог времена, након што је гвожђе заменило бронзу (гвоздено доба), тек од средине 19. века калај је због индустријске производње белог лима поново добио на значају.

## Добијање и распрострањеност
Примарна налазишта калаја обухватају налазишта унутар греисена, хидротермалних жила и ретких скарнова и ВХМС налазишта. Пошто је индустријски најважнији минерал калаја каситерит (познат и као калајни камен) један врло стабилан и тежак минерал, већи део производње калаја долази из секундарних песковитих налазишта. У неким примарним налазиштима могуће је пронаћи и сулфидни минерал станит који такође има одређени значај у производњи калаја. У примарним налазиштима калаја заједно с њим могу се појавити и арсен, волфрам, бизмут, сребро, цинк, бакар и литијум.
За добијање металног калаја, руда се најпре иситни, те се обогаћује различитим поступцима (просејавањем, електричним и магнетским издвајањем). Након хемијске редукције угљеником, калај се загрева незнатно изнад тачке топљења, тако да се може одвојити од нечистоћа, без могућности да се и нечистоће отопе заједно с њим. Данас се већи део калаја добија рециклирањем или путем електролизе.
У континенталној Земљиној кори, калај је заступљен у количини од око 2,3 ppm.
Тренутне резерве калаја у свету се процењују на 5,6 милиона тона, а годишња производња у 2011. години износила је 263.000 тона. Преко 80% калаја се тренутно добија из секундарних налазишта, из песковитих наслага у рекама и обалним подручјима, нарочито су богата подручја од централне Кине, преко Тајланда јужно до Индонезије. Највећа налазишта калаја на Земљи пронађена су 1876. године у долини реке Кинта у Малезији. Тамо се и данас годишње ископа око 2 милиона тона руде. Руда у наслагама из тог налазишта има удео калаја од око 5%. Након неколико фаза обраде и концентрирања до нивоа од 75%, следи процес топљења.
У Немачкој руда калаја има у подручју Рудне горе, где се руда копала од 13. века до 1990. године. Одређена истраживања показала су да се у месту Гајер налазе руде калаја у количинама око 160 хиљада тона, што се по неким изворима сматра највећим, до данас неискоришћеним, рудним налазиштем калаја у свету. Иако је удео калаја у тој руди релативно мали (0,27% у налазишту Богушов-Горце, а 0,37% у налазишту Гајер), а са друге стране постоје техничке потешкоће за издвајање метала из такве руде, ипак се сматра да уколико дође до експлоатације, она ће бити економски исплатива. Осим калаја, на тим налазиштима се процењује се да би се као споредни производи могло добити и доста цинка, бакра и индијума.
Међу најважније државе произвођаче калаја спадају Кина, након које следе Индонезија и Перу. У Европи највећи произвођач је Португал, где се он јавља као споредни производ ВХМС налазишта у руднику Neves Corvo.
Америчка комисија за вредносне папире (СЕЦ) је калај прогласила конфликтним минералом, тако да се његова употреба и трговина од стране компанија и фирми мора пријављивати овој институцији. Разлог за то је што се он често увози из Демократске Републике Конго, где на истоку те земље побуњеници користе новац зарађен продајом руде калаја за наоружавање и финансирање оружаних сукоба.

## Алотропске модификације
Калај гради две алотропске модификације. То су:
- α-калај (кубна дијамантна решетка), (сиви калај) густине 5,75 g/cm3, који је стабилан на температури испод 13,2 °C и има размак трака
- β-калај (покидана октаедарска решетка, густине 7,31 g/cm3, бели калај) постојан до 162 °C
- γ-калај (ромбоедарска решетка, густине 6,54 g/cm3) јавља се на температури изнад 162 °C или при високом притиску.

Рекристализација из β-калаја у α-калај при нижим температурама се назива и калајна куга или музејска болест, јер се јавља на калајним предметима који се зими чувају у музејима. Брзина преласка у алфа модификацију повећава се снижењем температуре, као и непосредним додиром металног калаја са сивом модификацијом. Ломљењем, савијањем релативно меког калаја, на примјер код калајних шипки, долази до карактеристичног шкрипавог звука, такозваног калајног вриска. Звук настаје трењем β-кристалита један о други. Међутим, звук се јавља само код чистог калаја, док већ легуре калаја са и најмањим примесама других елемената немају ову особину, на пример мање количине олова и антимона онемогућавају настанак овог звука. Бета калај има спљоштену тетраедарску структуру као просторну структуру ћелије, из којег се додатно граде два једињења.
Калај се пресвлачи слојем оксида, који га штити од спољашњих утицаја, па је он врло отпоран. Концентрисане киселине и базе га ипак нападају дајући гас водоник. Ипак калај(IV) оксид је инертан попут титанијум(IV) оксида. Неплеменити метали, попут цинка, редукују калај, те се при том елементарни калај ослобађа у виду сунђерасте супстанце или се залепи на цинк.

## Особине
При собној температури калај је отпоран на дејство воде и ваздуха, слабих киселина и база. Ваљањем се извлачи у танке листиће - станиол. Због доступности, ниске температуре топљења, лакоће ливења, добрих механичких особина, а такође и због ниске цене, калајни предмети су били веома популарни. Предмети од калаја су највише коришћени између XIV и XVI века.

### Физичке особине
Калај је метал сребрнобеле боје, мале тврдоће. Чист калај (бели калај) је растегљив, врло кован. Калај се топи на ниској температури од око 232 °C, што се даље редукује до 177,3 °C код 11-nm честица.
β-калај (метални, бели калај), који је стабилан на и изнад собне температуре, је кован. За разлику од њега, α-калај (неметална форма, или сиви калај), који је стабилан испод 13,2 °C, је крт. α-калај има дијамантску кубну кристалну структуру, сличну дијаманту, силицијуму или германијуму. α-Калај нема метална својства, зато што његови атоми формирају ковалентну структуру у којој електрони не могу да се слободно крећу. Он је тамно сиви прах који не налази широку примену, осим неколико специјализованих полупроводничких апликација. Ова два алотропа, α-калај и β-калај, су познатија као сиви калај и бели калај. Два додатна алотропа, γ и σ, постоје на температурама изнад 161 °C и притиску од неколико . На ниским температурама, β-калај има тенденцију да спонтано прелази у α-калај. Мада је температура α-β трансформације номинално 13,2 °C, нечистоће (e.g. Al, Zn, etc.) снижавају температуру прелаза далеко испод 0 °C и, додатком Sb или Bi, до трансформације може и да не дође, чиме се повећава трајност калаја.
Калај индустријског квалитета са (99,8%) калаја не подлеже трансформацији због инхибиционог ефекта малих количина бизмута, антимона, олова и сребра присутних као нечистоће. Легирајући елементи као што су бакар, антимон, бизмут, кадмијум и сребро повећавају његову тврдоћу. Калај је склон лаком формирању тврде, крте интерметалне фазе, што је обично непожељно. Он генерално не формира широк опсег чврстих раствора у другим металима, и постоји мали број елемената који имају знатну чврсту растворљивост у калају. Једноставни еутектички системи, међутим, се јављају са бизмутом, галијумом, оловом, талијумом и цинком.

## Изотопи
Калај има укупно 10 природних стабилних изотопа. Ти изотопи су:  и . Изотоп  има удео од 32,4% у природној изотопској смеши калаја и најчешћи је. Међу нестабилним изотопима изотоп  има најдуже време полураспада од 230.000 година. Сви остали изотопи имају време полураспада од највише 129 дана, мада постоји нуклеарни изомер  који има време полураспада од 44 године. Као трејсер у нуклеарној медицини се најчешће користе изотопи , ,  и . Калај је једини елемент који има три стабилна изотопа са непарним масеним бројем и једини са 10 стабилних изотопа, највише међу свим познатим елементима.

## Примена
Калај се користи за превлачење других метала танким слојем, побољшавајући њихову отпорност на корозију. Овај процес се користи за осигуравање челичних судова који се користе у прехрамбеној индустрији као што су нпр. лименке које се праве од белог лима који је у ствари калајисани гвоздени лим.
Велике количине клаја употребљавају се за израду легура: бронзе (легура са бакром), метала за лемљење (легура са оловом), типографског метала (са антимоном и оловом), британија метала (са антимоном и бакром), а користи се и за израду прибора за јело и за клизне лежајеве. Легура калаја и олова има ниску температуру топљења (нпр. при 60% калаја та температура износи 180 °C) користи се у електротехничкој индустрији.

### Лем
Калај се дуго времена користи за лемљења, у облику легура са оловом у којој калаја има од 5 до 70% (по тежини). Калај формира еутектичну смешу са оловом која садржи 63% калаја и 37% олова. Такви лемови се првенствено користе за лемљење цеви или електричних склопова. Легура калаја и олова има ниску температуру топљења, нпр. при 60% калаја та температура износи око 180 °C. Откако је од 1. јула 2006. године на снагу ступила директива ЕУ о збрињавању електронског и електричног отпада, кориштење олова у оваквим легурама је значајно смањено. Замена олова има доста препрека, укључујући вишу тачку топљења и стварање длачица од калаја што може изазвати проблеме. Калајна куга се такође може јавити у безоловним лемовима, што доводи до губитка споја између лемљених површина. Иако су пронађене бројне заменске легуре, и даље остаје проблем интегритета споја.

### Калајисање
Калај се врло добро спаја са гвожђем и користи се за превлачење олова, цинка, челика и других метала танким слојем побољшавајући њихову отпорност на корозију. Калајисани челични контејнери су се доста користили за чување хране у прехрамбеној индустрији, што представља велики део светске потражње за металним калајем. Лименке обложене калајем за чување хране први пут су произведене у Лондону 1812. године. Говорници британског енглеског и данас такве посуде називају „калајним конзервама“ (tin cans).
Велике количине калаја употребљавају се за израду легура: бронзе (легура са бакром), типографског метала (са антимоном и оловом), британија метала (са антимоном и бакром), а користи се и за израду прибора за јело и за клизне лежајеве.

## Производи
На температури нижој од 13 °C метална модификација прелази полагано у неметалну сиву, прашкасту модификацију, а при -40 °C нагло прелази у сиви прах. Због те појаве калајно посуђе постаје с временом неупотребљиво (тзв. калајна куга), зато ваља предмете чувати при температурама изнад 13,5 °C.
Пошто је корозионо отпоран и неотрован и има врло велику електрична проводност и као чврста материја и као растоп, у знатној мери се користи за електроплатинирање (тј. за стварање танке заштитне превлаке на многим ковинама, посебно гвозденим лимовима (тј. челику)) и у прехрамбеној индустрији за израдбу конзерви за храну и лименки за пиће (тзв. бели лим или амбалажна фолија). На месту оштећене превлаке гвожђе јако кородира, па је храна из тако оштећене лименке штетна по здравље. Ит тог разлога се све више примјењују ПЕТ амбалаже.

### Легуре
Калај је изузетно кован, а растопљен лако раствара многе метале, стварајући легуре. Стога је састојак многих легура које служе као заштитне и украсне превлаке (нпр. украси за божићна дрвца), меки лимови и лако растопне легуре (легуре за лемљење), клизни лежајеви (бели метали), водоотпорне и противпожарне фолије, легуре за израдбу посуђа, различите бронзе и других легура попут британске ковине, Вудове легуре.
- Легура калаја, злата и германијума користи се за лемљење племенитих метала у зуботехници.
- Тзв.  је назив за гвоздени лим пресвучен с калајем.

Станиол (  < лат.  : листић калаја, према стагно: калај < лат. stagnum: мешавина сребра и олова) је назив за танке сребрнасте лимове (фолије), тзв. станиол-фолије калаја, произведени ваљањем. Као такав се не користи због тзв. калајне куге, већ се употребљава легура калаја и олова у лемљењу (позната је под називом „лем“). Користи се у електротехници при изради кондензатора и за замотавање прехрамбених намирница (чоколаде, десертнога сира, бомбона и др.). У новије доба због олова се замјењује много јефтинијим алуминијским фолијама.

## Једињења
Најважнија руда је кастерит чијом се редукцијом добија елементарни калај. Халогени елементи се лако једине са калајем, тако са сувим хлором гради калај IV хлорид , ковалентно једињење са тетраедарском структуром. Употребљава се при бојењу.
Једињења калаја се јављају у оксидацијским стањима +II и IV. Једињења калаја(IV) су нешто стабилнија, а пошто је калај елемент 4. главне групе периодног система, стога ефект инертног електронског пара још увек није тако снажно изражен као код тежих елемената ове групе, на пример код олова. Једињења калаја(II) се због тога могу лакше превести у једињења калаја(IV). Многа једињења калаја су неорганске природе, али постоји и једна група калајно-органских спојева (звана калај-органили)

### Оксиди и хидроксиди
- Калај() оксид
- Калај() оксид
- Калај() оксид
- Калај() хидроксид
- Калај() хидроксид

### Халогениди
- Калај(II) флуорид
- Калај() хлорид
- Калај() хлорид
- Калај(IV) бромид
- Калај() јодид
- Калај() јодид

### Соли
- Калај() сулфат
- Калај() сулфат
- Калај() нитрат
- Калај() нитрат
- Калај(II) оксалат
- Калај(II) пирофосфат

### Халкогениди
- Калај() сулфид
- Калај() сулфид
- Калај(II) селенид

### Органска једињења
- Дибутил калај лаурат (ДБТДЛ)
- Дибутил калај оксид (ДБТО)
- Дибутил калај диацетат
- Дифенил калај дихлорид
- Трибутил калај хидрид
- Трибутил калај хлорид (ТБТЦЛ)
- Трибутил калај флуорид (ТБТФ)
- Трибутил калај сулфид (ТБТС)
- Трибутил калај оксид (ТБТО)
- Трифенил калај хидрид
- Трифенил калај хидроксид
- Трифенил калај хлорид
- Тетраметил калај
- Тетраетил калај
- Тетрабутил калај
- Тетрафенил калај
- Цинк хидрокси станат